# Tyler Perry
Tyler Perry, pseudonimo di Emmitt R. Perry Jr. (New Orleans, 13 settembre 1969), è un commediografo, sceneggiatore, regista, attore e produttore cinematografico statunitense.
Attivo nel campo teatrale e nel cinema indipendente, Perry ha scritto e prodotto molti spettacoli teatrali negli anni '90 e nei primi anni 2000, ottenendo successo sviluppando diverse serie televisive, in particolare Tyler Perry's House of Payne, andata in onda per otto stagioni sulla TBS dal 2006 al 2012. 
Nel 2012, Perry ha stretto una partnership esclusiva pluriennale con Oprah Winfrey Network (OWN), creando diverse serie per la rete, tra cui il dramma poliziesco The Haves and the Have Nots.
Perry è noto soprattutto negli Stati Uniti per aver creato il personaggio di Mable "Madea" Earlene Simmons, che lui stesso ha interpretato nella maggior parte dei suoi lavori teatrali e cinematografici. Perry ha inoltre recitato in numerosi film, tra cui Star Trek (2009), L'amore bugiardo - Gone Girl (2014), Brain on Fire (2016) e Vice - L'uomo nell'ombra (2018) e Don't Look Up (2021), ricevendo candidature agli Screen Actors Guild Award, NAACP Image Award, BET Awards e Black Reel Awards.
Nel 2008, con la distribuzione dei suoi film, ha guadagnato 75 milioni di dollari, piazzandosi tra i cinque artisti più pagati di Hollywood, cinquina che comprende Simon Cowell e George Lucas.
La rivista Forbes ha classificato Perry come l'uomo più pagato del mondo dello spettacolo, con un guadagno di 130 milioni di dollari nel 2010, mentre la rivista Time l'ha inserito tra le 100 persone più influenti dell'anno nel 2020. 
Nel 2020 è stato insignito del Governors Award ai Primetime Emmy Awards e l'anno successivo il Premio umanitario Jean Hersholt ai Premi Oscar.

## Biografia
Nato e cresciuto a New Orleans, in Louisiana, come uno dei quattro figli di Emmitt Sr., falegname e operaio edile, e Maxine, insegnante scolastica che ha lavorato presso una comunità ebraica di New Orleans per la maggior parte della sua vita, Perry ha vissuto un'infanzia difficile a causa dei maltrattamenti ricevuti da suo padre, che l'hanno portato a tentare il suicidio. A causa del rapporto conflittuale con il padre, a sedici anni cambia il suo primo nome in Tyler e abbandona gli studi, riprendendoli successivamente e ottenendo il diploma.
Cercando di scollarsi di dosso il peso della sua infanzia, Perry alimenta la sua parte creativa, disegnando continuamente. Nell'attesa di trovare una sua strada professionale, si cimenta nei lavori più disparati, fino a quando non nasce in lui la passione per la scrittura. Tutto nasce dopo aver visto una puntata del talk show di Oprah Winfrey in cui si parlava di come lo scrivere potesse essere catartico; così, come un perfetto autodidatta e con l'aiuto di un dizionario, inizia a scrivere attingendo alle sue esperienze di vita, realizzando la sua prima commedia I Know I've Been Changed. Nel frattempo si trasferisce da New Orleans ad Atlanta, dove mette in scena la sua opera; la rappresentazione dura una sola settimana venendo vista da sole 30 persone.
L'insuccesso inizialmente lo scoraggia, ma decide lo stesso di girare le piccole città del sud-est degli Stati Uniti rappresentando la sua commedia. Sempre con pochi soldi in tasca, nel 1997 fu costretto a vivere per qualche tempo nei motel e in automobile. Dopo il 1998, la sua situazione inizia a sistemarsi, grazie al passaparola il pubblico ai suoi spettacoli inizia ad aumentare e il suo nome comincia a farsi largo nel circuito teatrale urbano.

### Carriera
Il suo successivo progetto è un adattamento di un libro del pastore evangelista T. D. Jakes, che si rivela un successo. Nello stesso periodo dà vita al personaggio che lo renderà famoso, Mabel "Madea" Simmons. Madea appare per la prima volta nella piéce I Can Do Bad All By Myself, è una donna estremamente aggressiva e dal linguaggio colorito, matriarca di una numerosa famiglia afroamericana. Nel creare il personaggio di Madea, Perry si è ispirato alla madre e a tutte le figure femminili che hanno caratterizzato la sua infanzia.
Madea è la protagonista del primo lungometraggio, scritto, prodotto ed interpretato da Perry, Amori e sparatorie. Successivamente realizza Riunione di famiglia con pallottole, che segna il suo debutto come regista cinematografico. In seguito diventa autore televisivo per la sit-com Tyler Perry's House of Payne e scrive il suo primo libro, Don't Make a Black Woman Take Off Her Earrings: Madea's Uninhibited Commentaries on Love and Life, che diventa un best seller aggiudicandosi due premi. La sua carriera cinematografica continua attraverso numerose commedie di successo, in cui vengono raccontati rapporti familiari e le dinamiche di coppia della comunità afroamericana. Tutti i suoi film vengono distribuiti negli USA dalla Lions Gate Entertainment.
Nel 2009, nelle sole vesti di attore, appare in un breve cameo nel film di fantascienza Star Trek di J. J. Abrams, inoltre è produttore esecutivo, assieme a Oprah Winfrey, del pluripremiato film Precious.
In occasione della cerimonia dei premi Oscar 2021, gli viene conferito l'Oscar umanitario alla carriera.

### Vita privata
È un devoto cristiano; ha avuto un figlio, Aman Tyler Perry, da Gelila Bekele.
È anche un appassionato di velivoli radiocomandati, infatti ha recentemente commissionato e fatto volare un grande modello in scala di un Boeing 7779X, realizzato dal costruttore nonché youtuber RAMY RC.
È il padrino di Lilibet di Sussex figlio del principe Harry e sua moglie Meghan Markle, nonché nipote di Re Carlo III.

## Filmografia parziale

### Cinema
- Amori e sparatorie (Diary of a Mad Black Woman, 2005, sceneggiatore, produttore, attore)
- Riunione di famiglia con pallottole (Madea's Family Reunion, 2006, regista, sceneggiatore, produttore, attore)
- Daddy's Little Girls (2007, regista, sceneggiatore, produttore)
- Why Did I Get Married (2007, regista, sceneggiatore, produttore, attore)
- Meet the Browns (2008, regista, sceneggiatore, produttore, attore)
- The Family That Preys (2008, regista, sceneggiatore, produttore, attore)
- Madea Goes to Jail (2009, regista, sceneggiatore, produttore, attore)
- Star Trek (2009, attore)
- I Can Do Bad All by Myself (2009, regista, sceneggiatore, produttore, attore)
- Why Did I Get Married Too? (2010, regista, sceneggiatore, produttore, attore)
- For Colored Girls (2010, regista, sceneggiatore, produttore)
- Madea's Big Happy Family (2010, regista, sceneggiatore, produttore, attore)
- Alex Cross - La memoria del killer (Alex Cross), regia di Rob Cohen (2012, attore)
- Madea - Protezione testimoni (Madea's Witness Protection, 2012, regista, sceneggiatore, produttore, attore)
- Temptation: Confessions of a Marriage Counselor (2013, regista, sceneggiatore, produttore)
- Il club delle madri single (Single Moms Club, 2014, regista, sceneggiatore, produttore, attore)
- L'amore bugiardo - Gone Girl (Gone Girl), regia di David Fincher (2014)
- Tartarughe Ninja - Fuori dall'ombra (Teenage Mutant Ninja Turtles: Out of the Shadows), regia di Dave Green (2016)
- Brain on Fire, regia di Gerard Barrett (2016)
- Vice - L'uomo nell'ombra (Vice), regia di Adam McKay (2018)
- La verità di Grace (A Fall from Grace, 2020, regista, sceneggiatore, produttore, attore)
- Quelli che mi vogliono morto (Those Who Wish Me Dead), regia di Taylor Sheridan (2021)
- Don't Look Up, regia di Adam McKay (2021)
- A Jazzman's Blues, (2022, regista, sceneggiatore, produttore)
- Mea Culpa (2024, regista, sceneggiatore, produttore)
- Divorzio in nero (Tyler Perry's Divorce in the Black) (2024, regista, sceneggiatore, produttore)

### Televisione
- Tyler Perry's House of Payne – sitcom (regista, sceneggiatore, produttore, attore)
- Meet the Browns – sitcom (sceneggiatore, produttore)
- Beauty in Black – serie TV

## Teatro
- I Know I've Been Changed
- I Can Do Bad All By Myself
- Diary of a Mad Black Woman
- Madea's Family Reunion
- Madea's Class Reunion
- Why Did I Get Married?
- Meet the Browns
- Madea Goes to Jail
- What's Done in the Dark
- The Marriage Counselor
- Laugh to Keep from Crying
- Madea's Big Happy Family

## Doppiatori italiani
- Roberto Draghetti in Alex Cross - La memoria del killer, L'amore bugiardo - Gone Girl, Tartarughe Ninja - Fuori dall'ombra, Brain on Fire, Vice - L'uomo nell'ombra
- Oreste Baldini in Amori e sparatorie, Riunione di famiglia con pallottole
- Massimo Rossi in Star Trek
- Massimo Bitossi in Don't Look Up
- Dario Oppido in Quelli che mi vogliono morto